# Slendrorhynchus breviclaviproboscis
Slendrorhynchus breviclaviproboscis is een soort in de taxonomische indeling van de Acanthocephala (haakwormen). De worm wordt meestal 1 tot 2 cm lang. Ze komen algemeen voor in het maag-darmstelsel van ongewervelden, vissen, amfibieën, vogels en zoogdieren.
De haakworm komt uit het geslacht Slendrorhynchus en behoort tot de familie Rhadinorhynchidae. Slendrorhynchus breviclaviproboscis werd in 1996 beschreven door O. M. Amin & Sey.